# Ideias à Venda
Ideias à Venda é um reality show brasileiro produzido pela Floresta Produções e lançado em 9 de fevereiro de 2022 na Netflix. É apresentado por Eliana e tem como jurada principal a empresária Luana Génot.

## Formato
A cada episódio, quatro empreendedores do mesmo setor irão apresentar e tentar vender seus produtos à plateia e ao júri do programa. Eles terão que conquistar os jurados e as 100 pessoas do júri contando sobre o seu produto e a funcionalidade do mesmo, a cada rodada um participante é eliminado até restar apenas dois que serão os finalistas e irem para o voto do júri que definirá o vencedor dos R$ 250 mil.

## Fases

### Primeira Impressão
Os participantes dos quatros empreendedores serão sorteados para testar um dos produtos de seus rivais e levantar questões e pontos sobre a sua praticidade, eles também terão que dar suas opiniões sobre o produto e se ele é realmente útil ao mercado. Depois da fase, o júri irá votar para decidir o produto com a pior impressão dos quatro produtos.

### Explicação do Produto
Os três que forem para a segunda fase terão que explicar aos jurados o motivo por quererem vender o produto, para qual motivo ele serve e o motivo por apresentarem. Ao mesmo tempo que o júri irá utilizar o botão de "like" e "deslike" para decidirem a sua opinião, no fim os jurados decidem o pior produto e eliminam um participante, passando dois para a próxima fase.

### Final
No debate, os finalistas ficarão frente a frente um ao outro e levarão pontos que ficaram em dúvida sobre o produto do outro, depois disso, o júri irá votar e assim decidir quem irá ganhar o prêmio de R$ 250 mil. Os que chegarem à final terão que utilizar uma alavanca na tentativa de tentarem descobrir se foram os mais votados ou não para ganhar R$ 250 mil pelo público, o finalista mais votado pelo júri que colocar a alavanca para frente ganhará os R$ 250 mil, enquanto que o menos votado perderá seus R$ 25 mil caso tenha usado a alavanca para frente. Caso o finalista ter sido o mais votado e colocar a alavanca para trás, ficará com apenas R$ 25 mil.

## Elenco

### Apresentadores
| Apresentador(a) | Temporadas |
| Apresentador(a) | 1          |
| --------------- | ---------- |
| Eliana          |            |

### Jurados Fixos
| Jurado(a)   | Temporadas |
| Jurado(a)   | 1          |
| ----------- | ---------- |
| Luana Génot |            |

## Episódios

### Episódio 1 - Pets
| Primeira Impressão | Primeira Impressão                                                    | Primeira Impressão | Primeira Impressão | Primeira Impressão |
| Participante       | Produto                                                               | Pontuação          | Resultado          | Marca              |
| ------------------ | --------------------------------------------------------------------- | ------------------ | ------------------ | ------------------ |
| Carol              | Comidas igualitárias com conservantes naturais para cachorro e humano | Não revelado       | Passou             | Apheto             |
| Fernanda           | Coleira adaptado para cachorro                                        | Não revelado       | Passou             | Cuscoloko          |
| Gabriel            | Mochila para cachorro                                                 | Não revelado       | Passou             | YPET               |
| Thiago             | Guarda-chuva canino                                                   | 78                 | Eliminado          | Fazzoletti         |

| Explicação do Produto | Explicação do Produto | Explicação do Produto | Explicação do Produto |
| Participante          | Resultado dos Jurados | Likes                 | Deslikes              |
| --------------------- | --------------------- | --------------------- | --------------------- |
| Carol                 | Não Passou            | 95                    | 5                     |
| Fernanda              | Passou                | 78                    | 22                    |
| Gabriel               | Passou                | 100                   | 0                     |

| Final        | Final     | Final                             | Final           | Final          |
| Participante | Resultado | Alavanca para Trás ou para Frente | Votação do Júri | Prêmio Ganho   |
| ------------ | --------- | --------------------------------- | --------------- | -------------- |
| Fernanda     | Perdedora | Para frente                       | 18              | R$ 25 mil R$ 0 |
| Gabriel      | Vencedor  | Para frente                       | 82              | R$ 250 mil     |

### Episódio 2 - Beleza
| Primeira Impressão | Primeira Impressão           | Primeira Impressão | Primeira Impressão | Primeira Impressão |
| Participante       | Objeto                       | Pontuação          | Resultado          | Marca              |
| ------------------ | ---------------------------- | ------------------ | ------------------ | ------------------ |
| Abdo               | Máscara para beleza          | Não revelado       | Passou             | iMask Magic Mini   |
| Sueli              | Kit de beleza com amêndoas   | Não revelado       | Passou             | Iyá Omi            |
| Tobias             | Secador de cabelo silencioso | Não revelado       | Passou             | JOY                |
| Vinícius           | Sabão líquido para homens    | 31                 | Eliminado          | Sabão Cra-Crá      |

| Explicação do Produto | Explicação do Produto | Explicação do Produto | Explicação do Produto |
| Participante          | Resultado dos Jurados | Likes                 | Deslikes              |
| --------------------- | --------------------- | --------------------- | --------------------- |
| Abdo                  | Eliminado             | 69                    | 31                    |
| Sueli                 | Passou                | 92                    | 8                     |
| Tobias                | Passou                | 92                    | 8                     |

| Final        | Final     | Final                             | Final          |
| Participante | Resultado | Alavanca para Trás ou para Frente | Prêmio Ganho   |
| ------------ | --------- | --------------------------------- | -------------- |
| Sueli        | 36        | Para frente                       | R$ 25 mil R$ 0 |
| Tobias       | 64        | Para frente                       | R$ 250 mil     |

### Episódio 3 - Utilidades
| Primeira Impressão | Primeira Impressão                        | Primeira Impressão | Primeira Impressão | Primeira Impressão |
| Participante       | Produto                                   | Pontuação          | Resultado          | Marca              |
| ------------------ | ----------------------------------------- | ------------------ | ------------------ | ------------------ |
| Batista            | Anel tecnológico                          | Não revelado       | Passou             | MyRing             |
| Fernanda           | Produto que diminui o vencimento da fruta | Não revelado       | Passou             | Morango Azul       |
| Maurício           | Touca adaptável                           | 35                 | Eliminado          | DaMinhaCor         |
| Samuel             | Escova dental tripla                      | Não revelado       | Passou             | Essentys           |

| Explicação do Produto | Explicação do Produto | Explicação do Produto | Explicação do Produto |
| Participante          | Resultado dos Jurados | Likes                 | Deslikes              |
| --------------------- | --------------------- | --------------------- | --------------------- |
| Batista               | Passou                | 81                    | 19                    |
| Fernanda              | Eliminada             | 69                    | 31                    |
| Samuel                | Passou                | 65                    | 35                    |

| Final        | Final     | Final                             | Final          |
| Participante | Resultado | Alavanca para Trás ou para Frente | Prêmio Ganho   |
| ------------ | --------- | --------------------------------- | -------------- |
| Batista      | 32        | Para frente                       | R$ 25 mil R$ 0 |
| Samuel       | 68        | Para frente                       | R$ 250 mil     |

### Episódio 4 - Moda
| Primeira Impressão | Primeira Impressão                       | Primeira Impressão | Primeira Impressão | Primeira Impressão |
| Participante       | Produto                                  | Pontuação          | Resultado          | Marca              |
| ------------------ | ---------------------------------------- | ------------------ | ------------------ | ------------------ |
| Luciana            | Moda All Size                            | Não revelado       | Passou             | Fala               |
| Kdu                | Produtos feitos de aproveitamento têxtil | Não revelado       | Passou             | Remexe Favelinha   |
| Raíssa             | Biquinis menstruais tecnológico          | Não revelado       | Passou             | Herself            |
| Lais               | Moda Afro-brasileira                     | 38                 | Eliminada          | Zkaya              |

| Explicação do Produto | Explicação do Produto | Explicação do Produto | Explicação do Produto |
| Participante          | Resultado dos Jurados | Likes                 | Deslikes              |
| --------------------- | --------------------- | --------------------- | --------------------- |
| Luciana               | Eliminada             | 61                    | 39                    |
| Kdu                   | Passou                | 83                    | 17                    |
| Raíssa                | Passou                | 70                    | 30                    |

| Final        | Final     | Final                             | Final        |
| Participante | Resultado | Alavanca para Trás ou para Frente | Prêmio Ganho |
| ------------ | --------- | --------------------------------- | ------------ |
| Kdu          | 48        | Para trás                         | R$50 mil     |
| Raíssa       | 52        | Para frente                       | R$200 mil    |

### Episódio 5
| Primeira Impressão | Primeira Impressão | Primeira Impressão | Primeira Impressão | Primeira Impressão |
| Participante       | Produto            | Pontuação          | Resultado          | Marca              |
| ------------------ | ------------------ | ------------------ | ------------------ | ------------------ |
|                    |                    |                    |                    |                    |
|                    |                    |                    |                    |                    |
|                    |                    |                    |                    |                    |
|                    |                    |                    |                    |                    |

| Explicação do Produto | Explicação do Produto | Explicação do Produto | Explicação do Produto |
| Participante          | Resultado dos Jurados | Likes                 | Deslikes              |
| --------------------- | --------------------- | --------------------- | --------------------- |
|                       |                       |                       |                       |
|                       |                       |                       |                       |
|                       |                       |                       |                       |

| Final        | Final     | Final                             | Final        |
| Participante | Resultado | Alavanca para Trás ou para Frente | Prêmio Ganho |
| ------------ | --------- | --------------------------------- | ------------ |
|              |           |                                   |              |
|              |           |                                   |              |

### Episódio 6
| Primeira Impressão | Primeira Impressão | Primeira Impressão | Primeira Impressão | Primeira Impressão |
| Participante       | Produto            | Pontuação          | Resultado          | Marca              |
| ------------------ | ------------------ | ------------------ | ------------------ | ------------------ |
|                    |                    |                    |                    |                    |
|                    |                    |                    |                    |                    |
|                    |                    |                    |                    |                    |
|                    |                    |                    |                    |                    |

| Explicação do Produto | Explicação do Produto | Explicação do Produto | Explicação do Produto |
| Participante          | Resultado dos Jurados | Likes                 | Deslikes              |
| --------------------- | --------------------- | --------------------- | --------------------- |
|                       |                       |                       |                       |
|                       |                       |                       |                       |
|                       |                       |                       |                       |

| Final        | Final     | Final                             | Final        |
| Participante | Resultado | Alavanca para Trás ou para Frente | Prêmio Ganho |
| ------------ | --------- | --------------------------------- | ------------ |
|              |           |                                   |              |
|              |           |                                   |              |